# Хей, Лукас
Лукас Боэль Хей (дат. Lucas Boel Hey; род. 13 апреля 2003, Драгёр, Ховедстаден) — датский футболист, защитник клуба «Андерлехт».

## Клубная карьера
Хей — воспитанник клубов «Драгёр», «Тарнби», А27 и «Люнгбю». 24 мая 2021 года в матче против «Вейле» он дебютировал в датской Суперлиги в составе последних. По итогам дебютного сезона клуб вылетел из элиты, но игрок остался в команде и спустя год помог ей вернуть обратно. Летом 2023 года Хей перешёл в «Норшелланн», подписав контракт на четыре года. 13 августа в матче против «Раннерс» он дебютировал за новую команду. 